# 方心讓
方心讓爵士，大紫荊勳賢，CBE，JP（1923年8月2日—2009年8月24日），香港骨科醫生，有「復康之父」之稱，香港首位骨科專科顧問醫生，香港醫學會前會長，英國醫學會香港分會前會長，麥理浩復康院及香港復康會創辦人，國際復康總會前會長，香港聖保祿醫院前院長，香港醫學組織聯會前會長，歷任香港中文大學，香港大學及香港理工學院校董。在七、八十年代出任行政、立法兩局非官守議員之職，後來分別在1996年獲封為下級勳位爵士，以及在2001年獲授大紫荊勳章。方心讓爵士的女兒方敏生是香港社會服務聯會前行政總裁，此外他也是前政務司司長陳方安生的叔父。

## 生平

### 早年背景
方心讓籍貫安徽壽縣，1923年8月2日生於江寧縣（今南京），父親為著名抗日名將方振武將軍，當時正在南京辦公，而母親是高玉昆。方心讓一家有九名兄弟姊妹，分別是長兄方心誥、胞兄方心謙、胞姊方心田、胞弟方心謹、方心誠及胞妹方心淑、方心貞和方心玲。方心讓的長兄方心誥為紗廠商人，方心誥的女兒是前政務司司長陳方安生，故此方心讓是陳方安生的四叔。至於胞妹方心淑是香港紅十字會甘迺迪中心創校校長，曾獲頒MBE勳銜。
方心讓與家人早年先後在南京及上海等地生活，1936年舉家逃難移居香港。他於同年入讀英皇書院，而且很快就學會廣東話和英文。到1940年，他更以17歲之齡提早升讀香港大學，修讀醫學，並且是利瑪竇舍堂堂友。入讀大學初時，雖然方心讓家境並不特別富裕，但幸得大學內的神父幫助，將一個食品儲藏室改裝成宿舍，他才在大學有安身之所。惟1941年的時候，太平洋戰爭爆發，日軍揮軍香港，期間方心讓曾在香港保衛戰中加入義勇軍團，參與醫療救援的工作，有次在乘搭救傷車途中遭日方狙擊手射擊，差一點命送黃泉。
日軍佔領香港後，大學停課，方心讓舉家經陸路出逃廣西，但他擔心自己的身份有機會連累家人，因而選擇從海路逃往廣州，但中途遇上海盜，一度流落荒島，後來才獲漁民救返大埔。潛回中國大陸後，方心讓一度在某豉油廠任職經理。1943年，重返校園，於重慶的國立上海醫學院繼續學業。直到1945年，二戰結束，香港重光，香港大學在翌年復課，方心讓遂返港繼續學業。到1948年的時候，英廷復向他補授防衛勳章，以肯定他在義勇軍團中的貢獻。方心讓最後在1949年於港大正式畢業，取得內外全科醫學士學位（MBBS），雖然他17歲時入學，但受戰爭所阻，港大畢業時已經26歲。
從香港大學畢業後，方心讓旋即獲聘到瑪麗醫院工作，他曾在該院投考普通外科醫生一職，但未獲聘用。自1950年至1952年，方心讓進而在港大兼任外科助理講師，之後在1953年取得中英基金資助，負笈英國利物浦大學深造，並在1955年畢業，取得骨科專科醫生的資格，同年成為愛丁堡皇家外科醫學院院士（FRCS）。返港後，他在1956年至1958年間擔任香港大學骨科講師。

### 醫學生涯
在1958年，方心讓獲港府聘用為首位骨科專科（顧問）醫生，至1962年開始私人執業。此外，他亦在1957年至1974年間出任東華醫院和葛量洪醫院的骨科顧問醫生，1956年起任律敦治醫院和根德公爵夫人兒童醫院的骨科顧問醫生，1958年起任香港大學榮譽講師，1962年起任戴麟趾夫人復康院的骨科顧問醫生，也是港安醫院、明愛醫院和養和醫院等多所醫院的骨科顧問醫生。方心讓後來又曾長年擔任聖保祿醫院院長一職。
方心讓在骨科手術發展方面亦有不少貢獻，其中在1950年代，他與港大同事開創治療骨結柱的脊柱外科手術，有關手術被全球廣泛應用，並有「香港手術」（Hong Kong Operation）之譽。建基於這項成果，方心讓在1960年又與王源美教授（Professor G. B. Ong，1921年－2004年）共同開創「方王經口腔入路術式」（Fang-Ong Trans-oral Approach），為過往的脊柱外科手術注入新的概念。
另一方面，方心讓亦在1962年參與成立香港自己的骨科醫學會，該會在1965年改組成香港骨科醫學會，並由他在1969年至1971年出任會長。而在1966年至1968年間，他也擔任香港醫學會會長一職。方心讓多年來在港推動骨科醫學的發展，他先後在1962年及1984年促成戴麟趾夫人復康院及麥理浩復康院的創立。在1987年，方心讓又一力促成香港骨科醫學院的成立，著力培訓更多骨科醫生，並由他自任創院院長，直到1993年該院成為新成立的香港醫學專科學院分科學院為止。為紀念他對學院的貢獻，方心讓在2005年獲授為香港骨科醫學院首名榮譽院士，該院還特地設立名為「方心讓金章」的獎項，以表尊敬。
方心讓其他與醫療相關的公職包括聯合國世界衛生組織復康計劃與發展顧問、世界衛生組織復康協作中心轄下麥理浩復康院香港總監、香港明愛理事會成員、明愛醫院管治委員會主席、香港紅十字會顧問團成員、東華三院顧問局成員、英國醫學會香港分會會長、香港醫學組織聯會會長、香港醫學組織聯會副贊助人、學生保健服務委員會主席、醫療發展諮詢委員會主席、根德公爵夫人兒童醫院醫療顧問委員會主席、香港醫務委員會執照委員會委員、香港牙醫管理委員會委員及醫療輔助隊成員等等。

### 「復康之父」
方心讓任職骨科醫生期間，對傷殘人士所面對的日常生活障礙有所體會，加上香港早年缺乏對傷殘人士的支援，使他著力於發展香港的復康服務。方心讓作為開拓香港復康服務的先驅，令他獲得「復康之父」的稱許。在1959年7月15日，方心讓一手創立屬於非牟利慈善機構的香港復康會，開始向香港的傷殘人士提供各類的復康服務。他早年出任該會的執行委員會及財政委員會委員，後來在1965年至1978年任執行委員會主席，並在1978年引入復康巴士，專門接送有需要的殘疾人士更自由地往返不同地方。方心讓亦自1979年至2009年出任該會的副贊助人，期間曾於1989年至2002年出任會長。
除了香港復康會外，方心讓在1963年創立了專門照顧痙攣人士的香港耀能協會。到後來，他還積極鼓勵傷殘人士參與運動及體育賽事。在1972年，他創辦香港傷殘人士體育協會（2005年易名香港殘疾人奧委會暨傷殘人士體育協會），並自任創會會長至2009年。創辦協會後數年，他在1975年參與創立遠東及南太平洋殘疾人運動會（簡稱「遠南運動會」），使國際傷殘運動會在亞洲得以普及化。在1982年，香港主辦了第三屆遠南運動會，期間獲得方心讓大力支持，協助參與談判及遊說工作，使運動會得以完滿結束。在運動會完結後，他還成功向港府爭取，將運動會剩餘資金用作成立「傷殘運動員基金」，為本土傑出的傷殘運動員投放更多資源。
方心讓對復康方面的貢獻亦不只限於香港，他本身曾任世界輪椅運動會聯會成員，後來更在1980年至1984年擔任國際復康會（Rehabilitation International）會長，是該會於1922年創會以來首位擔任會長的華人。在任期間，適逢聯合國在1981年宣佈是年為「國際身心障礙者年」，後來又將1983年至1992年定為「身心障礙者十年」，故此方心讓亦與聯合國共同推出不少與復康有關的工作。方心讓在復康方面的工作深獲聯合國的肯定，這使他在1991年成為首位獲「聯合國國際傑出成就獎」的華人。
在1986年，方心讓以世界衛生組織復康協作中心的名義，率先帶領香港復康會往中國大陸推動復康培訓。該會最初在廣州運作，計劃要在2000年以前為全中國培訓2,000名復康人員，但這個目標提早在1997年達成。而該會擴展服務至中國大陸的二十多年間，一共培訓逾萬名復康人員。在1988年，方心讓與鄧樸芳等人共同協助成立中國殘疾人聯合會，加強對中國大陸殘疾人士的照顧。1994年9月6日，第六屆遠南運動會於北京舉行期間，方心讓卸任遠南運動會聯合會主席一職，成為其名譽主席。
方心讓其他與復康及體育有關的公職包括香港復康聯會主席、香港社會服務聯會執行委員會成員、香港傷健協會名譽會長、國際傷殘人士中央統籌委員會主席、復康發展統籌委員會主席、香港弱智人士體育協會榮譽會長、香港傷健策騎協會主席、香港傷健策騎協會終身會員、遠東及南太平洋區傷殘人士運動會會長及銀禧體育中心管理局成員等等。

### 公職生涯
方心讓在1974年獲港督麥理浩爵士委任為立法局非官守議員，任內活躍於財務小組委員會，並在議會積極就醫療事務發表專業意見，成功於1977年推動政府首次就復康服務發出諮詢文件。後來自1978年至1983年期間，他進一步兼任行政局非官守議員之職，加強政府對傷殘人士的關注，並著手投放資源培訓更多專科醫生。
在1984年，香港曾發生的士罷駛事件，當時的士司機要求與立法局議員見面，但由於總督尤德爵士正好攜同部份主要議員前往英國倫敦，談論香港前途，因此方心讓成為在港的最資深議員。方心讓在事件中答應與司機會面，會面後更率領議員到政府總部，向署理總督夏鼎基爵士反映司機訴求，然而，政府仍堅決增加的士牌費，結果方心讓等人斡旋失敗。在1985年，尤德爵士改組立法局，引入選舉團及功能組別議席，方心讓與羅保爵士等委任議員遂退出立法局。
除兩局外，方心讓亦曾分別出任香港中文大學、香港理工大學與香港大學的校董。此外，他也曾是中英基金托管人、中英學者基金協會的主席，以及勞資關係協進會名譽贊助人。

### 晚年生涯
離開立法局後，方心讓繼續熱心於社會服務，並曾經出任香港特別行政區第一屆政府推選委員會委員。在1996年和2001年，他更先後在女皇壽辰榮譽名單中，被立為下級勳位爵士，以及獲董建華在特區成立紀念日頒授大紫荊勳章。方心讓在2000年曾經中風入院，但在後來康復，並繼續定期在聖保祿醫院上班。在2002年，他發行了他的自傳，名叫《復康——一生的使命》（Rehabilitation: A Life's Work），由香港大學出版社出版。方心讓在2003年再度中風，此後一直卧床，2009年8月24日早上在香港麥理浩復康院病逝，終年86歲。

## 家庭
方心讓在1948年7月10日迎娶葉孔瑳為妻，兩人育有2子4女，當中包括：
- 方幸生女士 （1957年1月5日—）
- 方敏生女士 （1958年8月23日—）
- 方德生先生 （1964年12月26日—）

方心讓為香港賽馬會會員，曾育有馬匹「報捷」。

## 榮譽

### 勳銜
- 防衛勳章（1948年）
- 太平绅士（J.P.） （1965年12月22日）
- 英帝國官佐勳章（O.B.E.） （1968年）
- 女皇陛下銀禧勳章 （1977年）
- 英帝國司令勳章（C.B.E.） （1979年）
- 下級勳位爵士（Kt.） （1996年）
- 傷殘人士奧運會銀勳 （2001年）
- 大紫荊勳章（G.B.M.） （2001年）
- 長期服務獎章（A.M.S.）

### 專業資格
- F.R.C.S.
- F.R.A.C.S.
- F.R.C.P. （愛丁堡）
- F.A.C.S.

### 榮銜
- 法學博士
  - 香港大學 （1977年）
  - 香港中文大學 （1989年）
- 社會科學博士
  - 香港理工大學 （1996年）
- 理學博士
  - 香港公開大學 （1998年）
- 其他
  - 同濟醫科大學名譽顧問

## 著作
1. Anterior Spinal Fusion: The Operative Approach and Pathological Findings in 412 Patients with Pott's Disease of the Spine，British Journal of Surgery，48，No. 208，1960年。
2. Direct Anterior Approach to the Upper Cervical Spine，方心讓、GB Ong，Journal of Bone & Joint Surgery BJS 44-A：1588，1962年。
3. Anterior Spinal Fusion: The Operative Approaches，方心讓、GB Ong、AR Hodgson，Clinical Orthopaedic & Related Research，Vol 35，pp 16–33，1964年。
4. The Transoral Approach to the Upper Cervical Spine - An Assessment of its Limitations、D Fang、P Cheong-Leen、方心讓、T Loy、T C Wong，Journal of Western Pacific Orthopaedic Association，18 (1)：58-59，1981年。
5. A 10-Year Assessment of a Controlled Trail Comparing Debridement and Anterior Spinal Fusion in the Management of Tuberculosis of the Spine in Patients on Standard Chemotherapy in Hong Kong，Journal of Bone & Joint Surgery，Vol 64B，No. 4，1982年。
6. Tuberculosis of the Upper Cervical Spine，D Fang、JCY Leong、方心讓，Journal of Bone & Joint Surgery，Vol 65B，47-50，1983年。
7. Development Trends of Worldwide Rehabilitation，第十五屆全球會議主席發言，葡萄牙里斯本，1984年。
8. Asian and Pacific Achievements in the United Nations Decade of Disabled Persons，China Disabled Persons Federation，1990年。
9. International Rehabilitation Review，Vol XLIII，No. 3，P3，1991年。
10. Rehabilitation and the Paralysed Patient，Chapter 69，Textbook on Surgery of the Spine，Blackwell Scientific Publications，1992年。
11. Rehabilitation: A Life's Work，香港大學出版社，2002年。

## 請參見
- 方振武家族
- 方敏生
- 陳方安生
- 香港復康會

### 英文資料
- Who's Who in Hong Kong，Kevin Sinclair，Associates Ltd.，1988年12月。
- Fang, Harry Sin Yang[永久]，香港大學，1977年。
- Harry Fang CV，香港大學，2007年5月19日造訪。
- From Driver to Therapist to Orphanages: Conductive Education Spreads from Hong Kong throughout China （页面存档备份，存于），Barbara Kolucki，Disability World，2002年5月。
- Book Review: Rehabilitation: A Life's Work （页面存档备份，存于），Barbara Duncan，Disability World，2003年5月。

### 中文資料
- 香港人名錄，盧子健、何安達，天地圖書，1995年。
- 的士罷駛事件，范徐麗泰，2007年5月19日造訪。
- 方心讓出書演繹溫情 （页面存档备份，存于），星島日報，2002年11月7日。
- 隔牆有耳：方敏生請樞機祈禱，A25，蘋果日報，2007年9月27日。

## 外部連結
- 香港大學贊詞[永久]
- 香港復康會 （页面存档备份，存于）
- 香港殘疾人奧委會暨傷殘人士體育協會：方心讓教授圖片集 七十年代[永久]、八十年代[永久]、九十年代[永久]

1. 1 2 3  盧子健、何安達. . 天地圖書. 1994: 14.
2. ↑  .   [2019-08-07]. （原始内容存档于2022-03-13）.
3. ↑  高玉昆訃聞. 華僑日報. 1973-10-26.第二張第二頁.
4. ↑  . 華僑日報. 1950-03-02: 7  [2023-06-25].
5. ↑  . 人民日报. 1994-09-07: 4.